# Vols gård
Vols gård (finska: Vohloisten kartano) är en herrgård i Lojo i Finland. Gården, som ligger i landskapet Nyland, skapades cirka 1630, när tre hemman i Vols by slogs samman. Den nuvarande huvudbyggnaden härstammar från 1700-talet.
Nuförtiden erbjuder Vols gård upplevelse- och turismtjänster.

## Ägarna
Listan över Vols gårds ägare:
| Namn                           | Yrke                 | År        |
| ------------------------------ | -------------------- | --------- |
| Bert Laurentsson               | Rusthållare          | 1630-1633 |
| Mathias                        | Kyrkoherde           | 1634-1636 |
| Erik Tomasson                  | Rusthållare          | 1638-1650 |
| Lisa Mattsdotter               | Änka                 | 1650-1679 |
| Johan Eriksson                 |                      | 1681-1692 |
| Axel Svahn                     |                      | 1694-1697 |
| Erik Sparrman                  | Kronofogde           | 1704      |
| Berendt W. Rehbinder           | Överste              | 1713-1738 |
| Rehbinders sterbhus            |                      | 1738-1739 |
| Ruth                           | Kapten               | 1740-1754 |
| Ruths sterbhus                 |                      | 1754-1762 |
| Berendt Johan Rehbinder        | Adjutant             | 1763-1780 |
| Karl Gustav Brunow             | Hovrätts sekreterare | 1781-1782 |
| Jakob Löfberg                  | Brukets bokhållare   | 1783-1790 |
| Johan Smalén                   | Lagman               | 1791-1810 |
| Johanna Smalén                 | Änka                 | 1810-1812 |
| Fredrik Wilhelm Lagerborg      | Överstelöjtnant      | 1813-1821 |
| Lagerborgs sterbhus            |                      | 1821-1824 |
| Jakob Johan Dreilick           | Bankdirektör         | 1825-1832 |
| Viktor Zebor Bremer            | Vice domare          | 1833-1844 |
| Karl Fredrik Emil von Schoultz | Kollegieassessor     | 1845-1857 |
| Johan Gustav Grönhagen         | Överstelöjtnant      | 1857-1876 |
| Karl Johan Böhling             |                      | 1876-1887 |
| Matilda Böhling                | Änka                 | 1887-1889 |
| Adolf Fredrik Forström         |                      | 1889-1903 |
| Kaarlo Viktor Tilander         | Köpman               | 1903-1911 |
| Rudolf Johan Cronstedt         |                      | 1911-1917 |
| Hjalmar Konsantin Linder       | Kammarherre          | 1917      |
| Johan Edvard Sillman           |                      | 1918-1930 |
| Yrjö Olavi Sillman             |                      | 1930-     |

Största delen av gårdens mark såldes till Lojo landskommun, Lojo stad och bolaget Rakennuskunta Haka. Lojo landskommun ägde marken mellan år 1982 och 1996. Från och med 1997 har ägaren till marken varit Lojo stad. Gårdscentrumet med dess byggnader är fortsatt i Yrjö Sillmans och hans arvingars ägo.

## Huvudbyggnaden
Vols gårds huvudbyggnad med dess mansardtak härstammar antagligen från slutet av 1700-talet och gården har fortfarande nyklassiska detaljer. Senare har sedan byggnaden utökas med flyglar och fått ett sadeltak. Flyglarna byggdes under empirperioden, åren 1810-1850. I övrigt finns det 13 rum i byggnaden varav endast tre på övre våningen. Gårdens äldsta del är en gråstenskällare.
På huvudbyggnadens båda sidor finns det två flygelbyggnader som troligen färdigställdes samtidigt som huvudbyggnaden. Det finns sex rum i de bägge byggnaderna. 